# Sofia Gubaidúlina
Sofia Asgàtovna Gubaidúlina (en rus Софи́я Асга́товна Губайду́лина) (Txístopol, 24 d'octubre de 1931 - Appen, Alemanya, 13 de març de 2025) fou una compositora russotàtara que va crear una música d'un profund misticisme.
És considerada un dels principals compositors russos de la segona meitat del segle XX. Va ser la primera compositora soviètica a obtenir un reconeixement internacional, sobretot quan l'URSS ja s'acostava a la seva fi, però el seu bagatge com a compositora formada en el sistema soviètic és indiscutible. Orquestres de tot el món li van encarregar obres i les interpreten sovint.
Des de l’any 1992, va fixar la seva residència principal a Appen, prop d'Hamburg, a Alemanya.

## Carrera
Gubaidúlina va nàixer a Txístopol, a la República Tàtara. En la joventut passava molt de temps pregant en els camps situats al costat de casa seva per esdevenir compositora algun dia. Va estudiar composició i piano al Conservatori de Kazan, on uns dels seus professors fou el pianista Grigory Kogan i el director del centre Näcip Cihanov, i s'hi graduà l'any 1954. A Moscou va continuar els estudis al Conservatori amb Nikolai Peikó fins a l'any 1959, i posteriorment amb Vissarion Xebalin fins a l'any 1963.
Durant el període d'estudis en la Rússia soviètica, la seva música va ser titllada d'"irresponsable" per l'exploració d'afinacions alternatives. No obstant això, va gaudir del suport de Dmitri Xostakóvitx, que en l'avaluació del seu examen final va encoratjar-la a aprofundir en el camí equivocat.
A mitjan dècada de 1970 Gubaidúlina va fundar Astreja, un grup musical amb instruments folklòrics dedicat a la improvisació, amb els companys compositors Víktor Suslin i Viatxeslav Artiómov.
A principis dels anys 1980 Gubaidúlina va guanyar en popularitat arran que el violinista Gidon Kremer defensés el seu concert per a violí Offertorium. Després va compondre un homenatge a T. S. Eliot, emprant textos de l'espiritual obra mestra de l'escriptor: Four Quartets.
L'any 2000 Sofia Gubaidúlina, en companyia de Tan Dun, Osvaldo Golijov i Wolfgang Rihm, va rebre l'encàrrec de la Internationale Bachakademie Stuttgart d'escriure una peça per al projecte Passion 2000, en commemoració de Johann Sebastian Bach. La seva contribució va ser Johannes-Passion. L'any 2002 va estrenar Johannes-Ostern ('La Pasqua segons sant Joan'), encàrrec de Hannover Rundfunk. Totes dues obres formen un díptic sobre la mort i resurrecció de Crist, la seva obra més extensa fins ara.

## Música
La música de Gubaidúlina es caracteritza per l'ús de combinacions inusuals d'instruments. A In Erwartung, combina la percussió amb un quartet de saxòfons. Ha compost peces per a koto japonès i orquestra simfònica.

### Misticisme numèric
A la primeria dels anys 1980 va començar a emprar la successió de Fibonacci per tal d'estructurar la forma de les seues obres. El motiu era que la successió proporcionava una base per a la composició, cosa que permetia "respirar" a la forma. La successió de Fibonacci juga un important paper en peces com ara Perception, Im Anfang war der Rhythmus, Quasi hoketus i la simfonia Stimmen... Verstummen...).

## Premis i reconeixements
Gubaidúlina ha rebut el Prix de Mònaco (1987), el Premio Franco Abbiato (1991), el Heidelberger Künstlerinnenpreis (1991), el Premi de l'Estat Rus (1992), l'SpohrPreis (1995), el Praemium Imperiale del Japó (1998), el Premi musical Léonie Sonning de Dinamarca (1999), el Polar Music Prize a Suècia (2002), la Gran Creu al Sevei Distingit de l'Orde del Mèrit de la República Federal d'Alemanya (2002) i el Premi al Compositor Viu a Cannes el 2003.
L'any 2004, va ser elegida com a membre estranger honorari de l'American Academy of Arts and Letters.

## Obres
- Quintet per a piano, dos violins, viola, i violoncel (1957)
- Night in Memphis cantata (1968)
- Musical Toys catorze peces de piano per a infants (1969)
- Vivente - Non Vivente, música electrònica (1970)
- Concordanza per a conjunt de cambra (1971)
- Quartet de corda No. 1 (1971)
- Deu Preludis per a violoncel sol (1974)
- Rumore e silenzio per a percussió i clavicèmbal (1974)
- Hour of the Soul poema de Marina Tsvetàieva per a banda de música i mezzo-soprano/contralto (1974), per a percussió, mezzo-soprano, i gran orquestra (1976)
- Sonata per a contrabaix i piano (1975)
- Concert per a fagot i corda (1975)
- Hell und Dunkel per a orgue (1976)
- Dues Balades per a dues trompetes i piano (1976)
- Trio per a tres trompetes (1976)
- Lied ohne Worte per a trompeta i piano (1977)
- Duo sonata per a dos fagots (1977)
- Misterioso per a 7 percussionistes (1977)
- Introitus concert per a piano i orquestra de cambra (1978)
- In Croce per a violoncel i orgue (1979), per a baian i violoncel (1991)
- Jubilatio per a 4 percussionists (1979)
- Offertorium (Жертвоприношение) (1980, rev. 1982, 1986)
- Garten von freuden und traurigkeiten per a flauta, viola, arpa i narrador (1980)
- Perception per a soprano, baríton (veus parlant) i 7 instruments de corda (1981, rev. 1983, 1986)
- Descensio per a 3 trombons, 3 percussionistes, arpa, clavicèmbal i piano (1981)
- Sieben Worte per a violoncel, baian, i corda (1982)
- Quasi hoquetus per a viola, fagot, i piano (1984)
- Hommage à T.S. Eliot
- Hommage à Marina Tsvetayeva per a cor a cappella
- Stimmen... Verstummen... simfonia en dotze moviments (1986)
- Rejoice! (Sonata per a violí i violoncel)
- Trio de corda (1988)
- Jauchzt vor Gott per a cor mixt i orgue (1989)
- La pregunta sense resposta (Antwort ohne Frage) collage per a tres orquestres (1989)
- Alleluja per a cor mixt, infant soprano, orgue i gran orquestra (1990)
- Hörst Du uns, Luigi? Schau mal, welchen Tanz eine einfache Holzrassel für Dich vollführt (Слышишь ты нас, Луиджи? Вот танец, который танцует для тебя обыкновенная деревянная трещотка) per a sis percussionistes (1991)
- Aus dem Studenbuch sobre text de Rainer Maria Rilke per a violoncel, orquestra, cor masculí, i una dona parlant (1991)
- Gerade und ungerade (Чет и нечет) per a set percussionistes, incloent-hi cimbalum (1991)
- Silenzio per a baian, violí, i violoncel (1991)
- Lauda per a contralt, tenor, baríton, narrador, cor mixt, i gran orquestra (1991)
- Stufen per a orquestra (1992)
- Tartarische Tanz per a baian i dos contrabaixos (1992)
- Dancer on a Tightrope (Der Seiltänzer) per a violí i piano (1993)
- Jetzt immer Schnee (Теперь всегда снега) sobre versos de Gennadi Aigi per a conjunt de cambra i cor de cambra (1993)
- Meditation über den Bach-Choral "Vor deinen Thron tret' ich hiermit" per a cimbalum, dos violins, viola, violoncel, i contrabaix (1993)
- Рано утром перед пробуждением per a tres kotos japonesos baixos de 17 cordes i quatre kotos japonesos de 13 cordes (1993)
- Allegro Rustico: Klänge des Waldes per a flauta i piano (1993)
- And: The Feast is in Full Procession (И: Празднество в разгаре) per a viola i orquestra (1993)
- Quartet de corda No. 4 amb magnetòfon (1993)
- In Erwartung (В ожидании) per a quartet de saxòfons i sis percussionistes (1994)
- Ein Engel per a contralt i contrabaix (1994)
- Figures del tepms (Фигуры времени) per a gran orquestra (1994)
- Aus der Visionen der Hildegard von Bingen per a alto (1994)
- Música per a flauta, corda, i percussió (1994)
- Impromptu per a flauta, violí, i corda (1996)
- Quaternion per a quartet de violoncels (1996)
- Galgenlider à 3 quinze peces per a mezzosoprano, percussió, i contrabaix (1996)
- Galgenlider à 5 catorze peces per a mezzosoprano, flauta, percussió, baian, i contrabaix (1996)
- Concert per a viola i orquestra (1996)
- Ritorno perpetuo per a cimbalum (1997)
- The Canticle of the Sun of St Francis of Assisi per a violoncel, cor de cambra, i orquestra (1997)
- Im Schatten des Baumes (В тени под деревом) per a koto, koto baix, jeng, i orquestra (1998)
- Two Paths: A Dedication to Mary and Martha per a dues violes i orquestra (1998)
- Johannes-Passion per a soprano, tenor, baríton, baix, dos cors mixtos, orgue i gran orquestra (2000)
- Risonanza per a tres trompetes, quatre trombons, orgue, i sis instruments de corda (2001)
- Johannes-Ostern per a soprano, tenor, baríton, baix, dos cors mixtos, orgue i gran orquestra (2001)
- The Rider on the White Horse per a gran orquestra i orgue (2002)
- Reflections on the theme B-A-C-H per a quartet de corda (2002)
- Mirage: The Dancing Sun per a vuit violoncels (2002)
- On the Edge of Abyss per a set violoncels i dos waterphones (2002)
- The Light of the End (Свет конца) per a sobre sis hexacords per a baian i gran orquestra (2003)
- Verwandlung (Transformació) per a trombó, quartet de saxòfons, violí, violoncel, contrabaix, i tam-tam (2004)
- ...The Deceitful Face of Hope and Despair per a flauta i orquestra (2005)
- Feast During a Plague per a gran orquestra (2006)
- The Lyre of Orpheus per a violí, percussió, i corda (2006)